# اوست-کوریا
اوست-کوریا (به لاتین: Ust-Kurya) یک منطقهٔ مسکونی در روسیه است که در سرزمین آلتای واقع شده‌است.